# Vickrey-Clarke-Groves-Mechanismus
Vickrey-Clarke-Groves-Mechanismen (VCG-Mechanismen) sind eine Verallgemeinerung der Vickreyauktion.
Mit diesem Begriff wird eine Klasse von Mechanismen bezeichnet, deren Mitglieder die Eigenschaft haben, dass wahrheitsgemäßes Bieten eine dominante Strategie für die Spieler ist.
VCG-Mechanismen können angewandt werden, wenn die Nutzenfunktion des Problems quasi-linear ist, also Geldzahlungen zwischen den Agenten möglich sind.
Ein Mechanismus wird als VCG-Mechanismus bezeichnet, wenn er folgende zwei Bedingungen erfüllt:
- Die Auswahlfunktion maximiert den Gesamtnutzen, und
- die Zahlung jedes Agenten entspricht den Opportunitätskosten, die durch seine Teilnahme entstehen.

## Beispiel Vickreyauktion
Gegeben seien die Bieter {\displaystyle 1,\ldots ,n} mit den Typen {\displaystyle v_{i}(1\leq i\leq n)}. {\displaystyle v_{i}} wird dabei als Nutzen des Gutes für Bieter {\displaystyle i} verstanden. Die Auswahlfunktion entscheidet, welcher Bieter den Zuschlag erhält, und erfüllt die Bedingung, dass einer der Höchstbieter gewinnt:
{\displaystyle x(t_{1},\ldots ,t_{n})\in \arg \max _{i}t_{i}}
Die Opportunitätskosten für den Gewinner entsprechen dem entgangenen Gewinn, der bei Annahme des nächsthöchsten Gebotes entstanden wäre, also gerade der Höhe des zweithöchsten Gebotes bzw. 0, wenn kein solches vorliegt:
{\displaystyle p(t_{1},\ldots ,t_{n})\in \arg \max _{i'\neq i}t_{i'}}

## Beispiel Kombinatorische Auktion
Die Bieter {\displaystyle 1,\ldots ,n} bieten nun für Bündel aus der Gütermenge {\displaystyle G=\{g_{1},\ldots ,g_{m}\}}. Sei 
{\displaystyle v_{i}(G')\,} der Nutzen, den Agent {\displaystyle i} aus dem Güterbündel {\displaystyle G'\subseteq G} zieht.
Der Typ eines Agenten legt also für jedes Güterbündel den jeweiligen Nutzen fest:
{\displaystyle t_{i}=\langle v_{i}(G'):G'\subseteq G\rangle }
Die Auswahlfunktion des VCG-Mechanismus verteilt die Güter so an die Agenten, dass die Gesamtsumme der individuellen Nutzen maximiert wird:
Bezeichne
{\displaystyle x({\vec {t}})=(x_{1}({\vec {t}}),\ldots ,x_{n}({\vec {t}}))\in {\mathcal {P}}(G)^{n}}
eine mögliche Auswahlfunktion ({\displaystyle x_{i}\,} ist also das Güterbündel, das Agent {\displaystyle i\,} erhält, wenn die Agenten {\displaystyle {\vec {t}}} bieten.) und 
{\displaystyle T=\{{\vec {t}}=\langle t(G'):G'\subseteq G\rangle \}}
die Menge der möglichen Typvektoren der Agenten,
so löst {\displaystyle x({\vec {t}})} das Optimierungsproblem
{\displaystyle x({\vec {t}})\rightarrow \max _{x\in {\mathcal {P}}(G)^{n}}\sum _{1\leq i\leq n}v_{i}(x_{i})} mit den Nebenbedingungen
{\displaystyle x_{i}\cap x_{j}=\emptyset } für {\displaystyle i\neq j}.
Für die Zahlungsfunktion des VCG-Mechanismus gilt mit der Bezeichnung
{\displaystyle V(x)=\sum _{i}v_{i}(x_{i})\,}
{\displaystyle p_{i}(t_{1},\ldots ,t_{n})=V\left(x(t_{1},\ldots ,t_{i-1},0,t_{i+1},\ldots ,t_{n})\right)-V\left(x(t_{1},\ldots ,t_{n})\right)}

## Beispiel Bereitstellung öffentlicher Güter
Der Preis des öffentlichen Gutes wird durch alle Spieler gleich aufgeteilt. Nun kann der Nutzen der Spieler größer oder kleiner als dieser Preis sein und die Differenz entspricht den Geboten (und Wertschätzung). Ist die Summe aller Gebote {\displaystyle \geq }0 wird das öffentliche Gut bereitgestellt, ist die Summe <0 wird es nicht bereitgestellt. Damit die wahre Wertschätzung geboten wird, und nicht viel mehr, damit das gewünschte Ergebnis kommt, muss noch ein Zahlungsmechanismus eingeführt werden, der folgendermaßen funktioniert: 
{\displaystyle t^{i}({\hat {v}})={\begin{cases}0,&{\text{wenn }}{\hat {\sum }}\geq 0{\text{ und}}{\hat {\sum }}{}^{-i}\geq 0\\0,&{\text{wenn }}{\hat {\sum }}<0{\text{ und}}{\hat {\sum }}{}^{-i}<0\\{\hat {\sum }}{}^{-i},&{\text{wenn }}{\hat {\sum }}<0{\text{ und}}{\hat {\sum }}{}^{-i}\geq 0\\-{\hat {\sum }}{}^{-i},&{\text{wenn }}{\hat {\sum }}\geq 0{\text{ und}}{\hat {\sum }}{}^{-i}<0\end{cases}}}
D.h. wenn die Summe aller Gebote ohne das des Spielers i {\displaystyle \geq }0 (<0) sind, und die Summe mit seinem Gebot<0 ({\displaystyle \geq }0), muss er den Betrag der Summe ohne ihn ({\displaystyle \left|{\hat {\sum }}{}^{-i}\right|}) bezahlen, sonst nichts. Dies lässt das Bieten der wahren Wertschätzung zur schwachdominanten Strategie werden. Der so über den Preis der Bereitstellung bezahlte Betrag muss allerdings vernichtet werden, da sonst Interdependenzen entstehen, die die Dominanz der Strategie beeinträchtigen würden. Somit ist der Mechanismus zwar effizient, aber nicht Wohlfahrtsmaximierend. Zudem besteht Kollusionsgefahr, wenn alle Gebote bekannt sind.

## Einzigkeit der VCG-Mechanismen
Green und Laffont haben im Jahre 1977 gezeigt, dass unter der Voraussetzung, dass der Typenraum {\displaystyle T} wegzusammenhängend ist, die VCG-Mechanismen die einzigen Mechanismen sind, die die Summe der individuellen Nutzen maximieren und bei denen wahrheitsgemäßes Spiel eine dominante Strategie ist.
Dieses Theorem kann auch aus dem Umhüllungssatz abgeleitet werden.